# Axel Zitzmann
Axel Zitzmann (ur. 21 lutego 1959 w Gräfenthal) – niemiecki skoczek narciarski, reprezentant NRD.

## Kariera
Największym sukcesem w karierze Zitzmanna było zdobycie tytułu wicemistrza świata w lotach narciarskich podczas mistrzostw świata w lotach narciarskich na mamuciej skoczni w Planicy (1 stycznia 1979). Najwyższa pozycja, jaką zajął w zawodach z cyklu Pucharu Świata, to trzecie miejsce podczas konkursu na dużej skoczni w Planicy (21 marca 1981).
W 1978 zwyciężył w Pucharze Przyjaźni oraz w Turnieju Szwajcarskim. Sukces w pucharze powtórzył rok później.
Miejsca na podium w zawodach indywidualnych Pucharu Świata chronologicznie
1. Planica – 21-03-1981 (3. miejsce)